# Hufteskjera
Hufteskjera est une île dans le landskap Sunnhordland du comté de Vestland. Elle appartient administrativement à Øygarden.

## Géographie
Rocheuse et couverte d'une légère végétation, à fleur d'eau, elle s'étend sur environ 97 m de longueur pour une largeur approximative de 88 m. 